# Guiglo (departement)
Guiglo är ett departement i Elfenbenskusten. Det ligger i regionen Cavally, i den sydvästra delen av landet, 270 km väster om huvudstaden Yamoussoukro.